# Wereldtentoonstelling van 1905
De Wereldtentoonstelling van 1905 – Exposition Universelle et Internationale de Liège – was de wereldtentoonstelling die te Luik werd gehouden van 27 april 1905 tot 6 november. Het Bureau International des Expositions heeft de tentoonstelling achteraf erkend als de 15e universele wereldtentoonstelling. De tentoonstelling viel samen met de viering van 75 jaar Belgische onafhankelijkheid en 40 jaar koningschap van Leopold II. Daarnaast wilde men ook de industriële bloei van België en de stad Luik tonen.

## Statistieken
- Oppervlakte: 70 ha
- Deelnemende landen: 29
- Bezoekersaantal: 7 miljoen

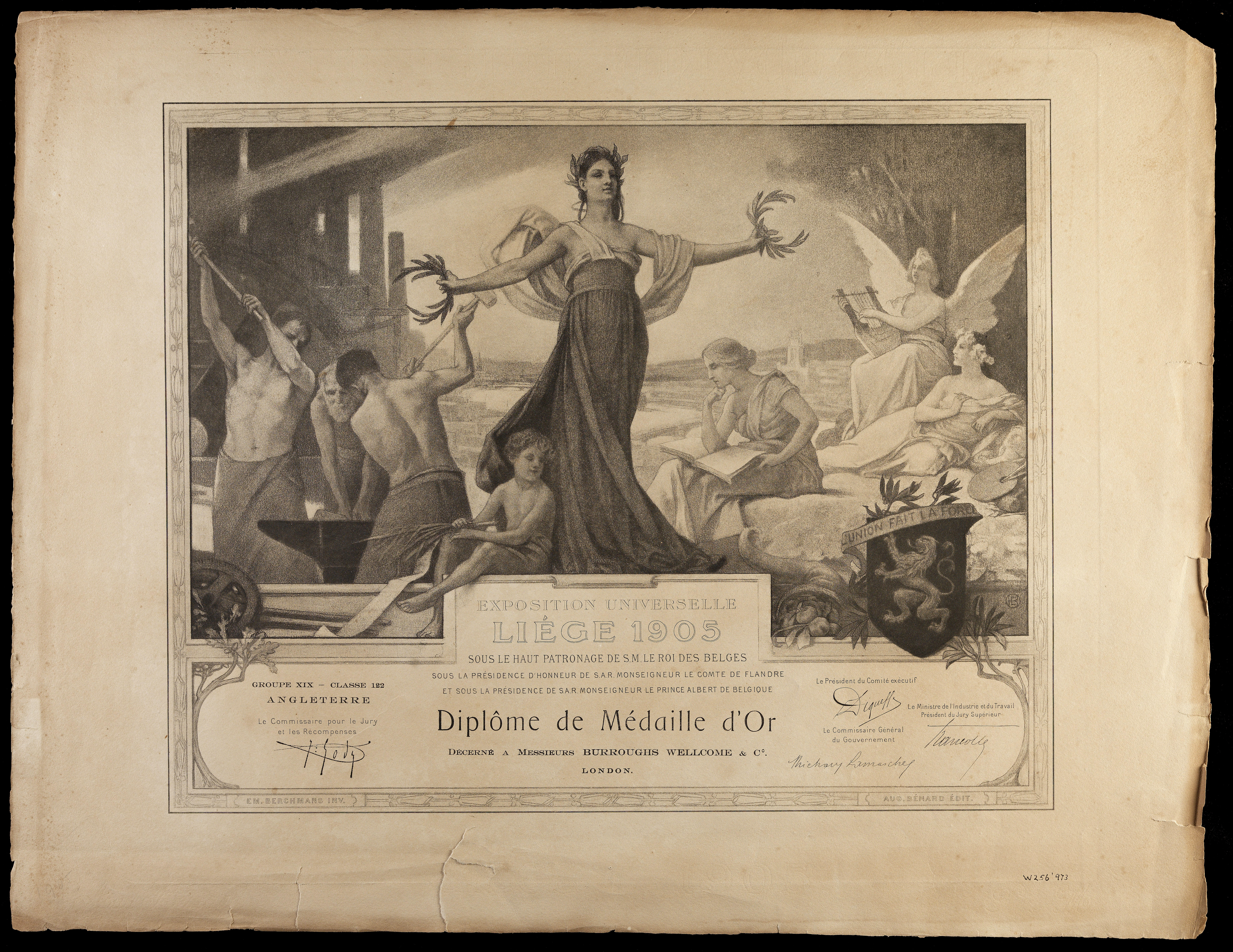
'Diploma', behorend bij een uitgereikte gouden medaille

- Omzet: 75.117 Belgische frank[bron?]

## Deelnemers
Er deden in totaal 29 landen mee uit vijf continenten:
- Europa: Oostenrijk, Bulgarije, Denemarken, Frankrijk, Groot-Brittannië, Griekenland, Hongarije, Italië, Luxemburg, Montenegro, Noorwegen, Nederland, Portugal, Roemenië, Rusland, Servië, Zweden en Zwitserland
- Afrika: Egypte en Congo
- Azië: China, Japan, Perzië en Turkije
- Noord-Amerika: Canada en de Verenigde Staten
- Zuid- en Centraal-Amerika: Argentinië, Brazilië en Cuba

Duitsland en Spanje waren officieel geen deelnemers, maar waren wel vertegenwoordigd.
Het Nederlandse paviljoen was ontworpen door Willem Kromhout en door het ontbreken van overheidssteun bescheiden van omvang. Het kwam geheel tot stand door particulier initiatief.
Onderdeel van het Franse paviljoen was een etnologische tentoonstelling ("menselijke dierentuin"), bestaande uit een nagebouwd Senegalees dorp, waar bezoekers muntstukken in het water konden gooien om te laten opduiken.
Op het tentoonstellingsterrein was een Decauville-spoorweg aangelegd, die de verschillende paviljoens en attracties met elkaar verbond. Een bijzonder onderdeel van de tentoonstelling was  Vieux-Liège, een nagebouwd stukje binnenstad van Luik met onder andere een toren van de Sint-Lambertuskathedraal en een modelsteenkolenmijn.
Jean-Pierre Radoux schreef de openingsmuziek, samen met Jules Sauvenière die voor de tekst zorgde. Dit resulteerde in de Cantate pour l'inauguration de l'Exposition universelle de Liège, 1905

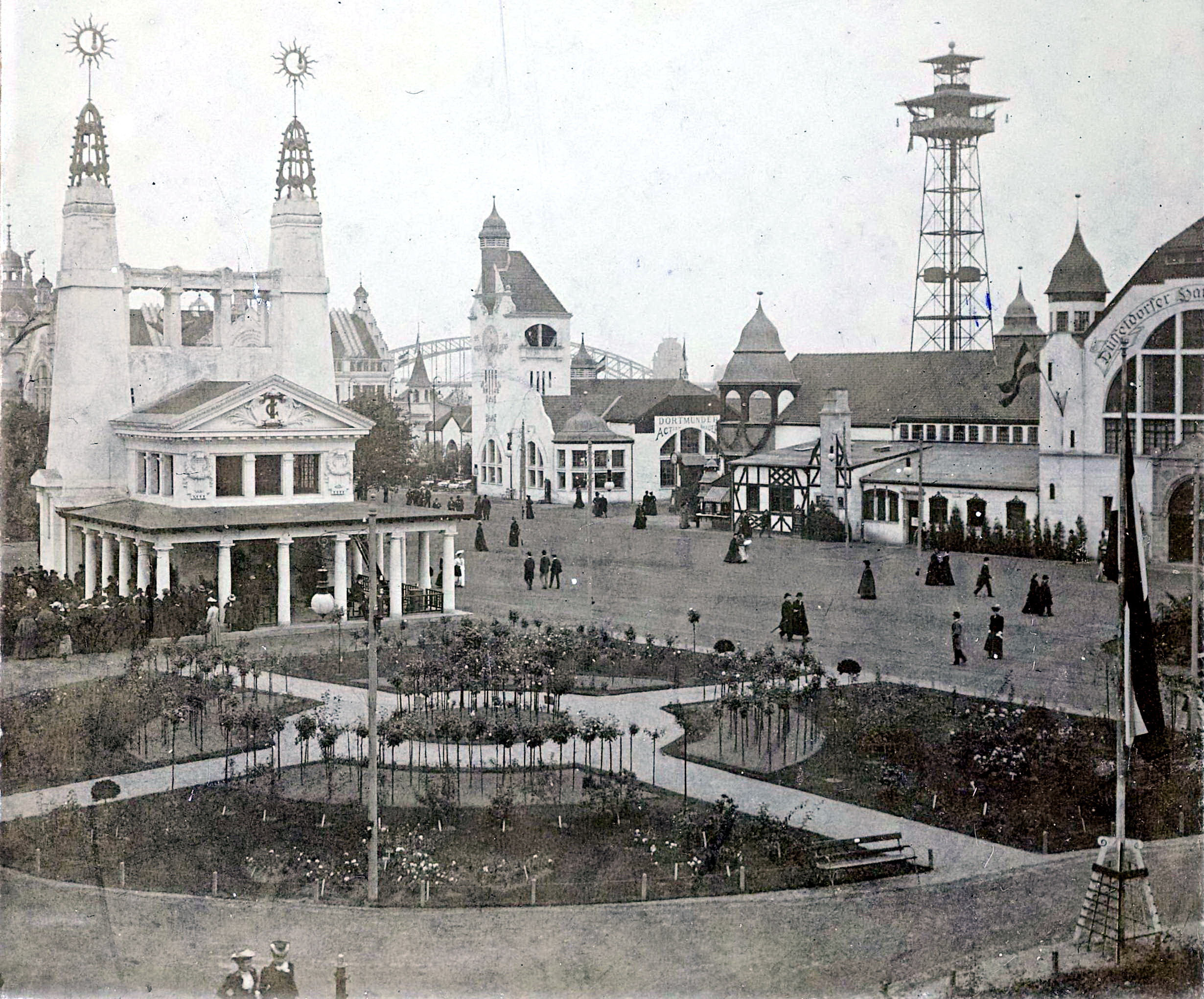
Deel van het tentoonstellingsterrein
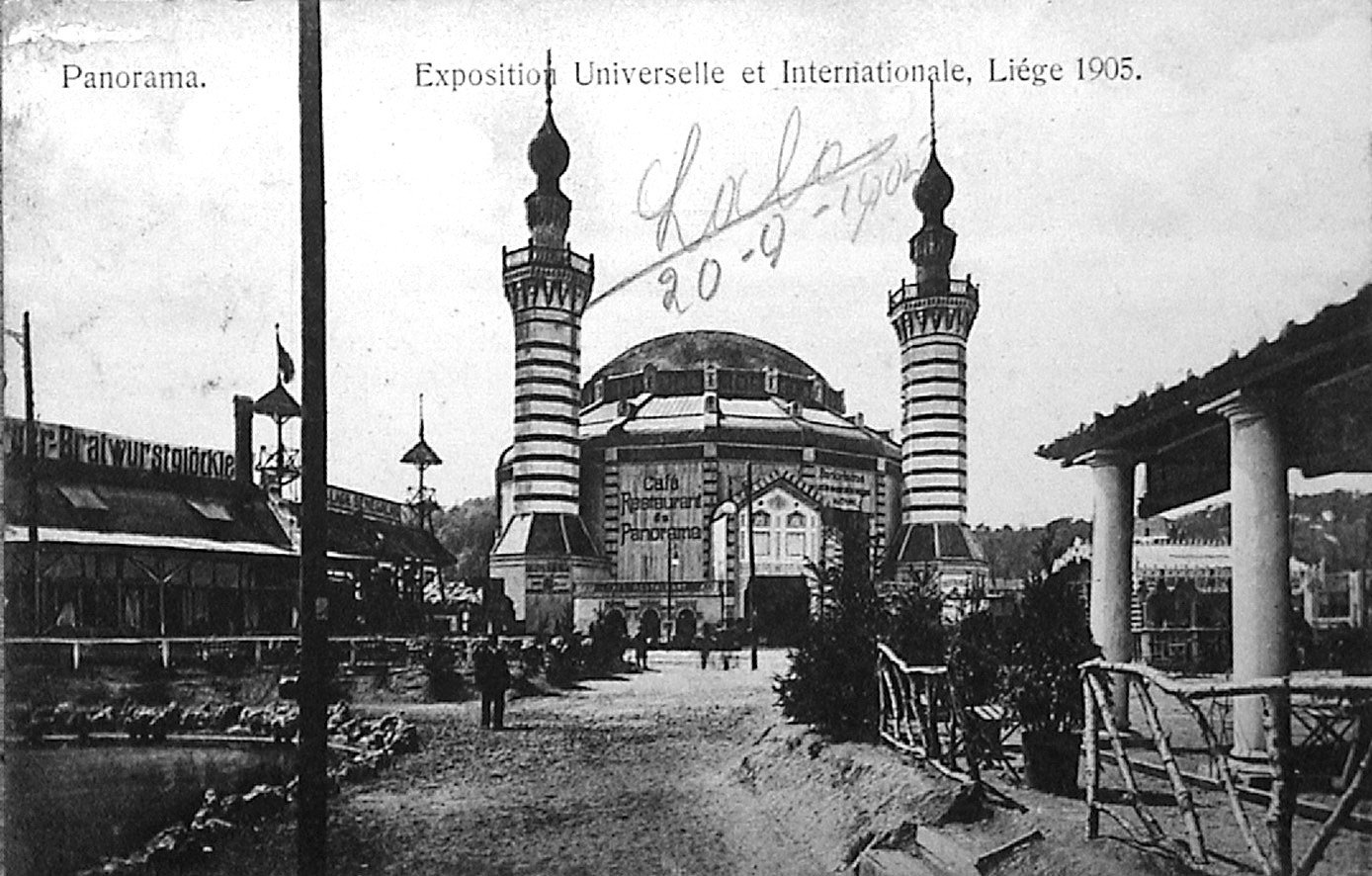
Panoramagebouw in de vorm van een moskee
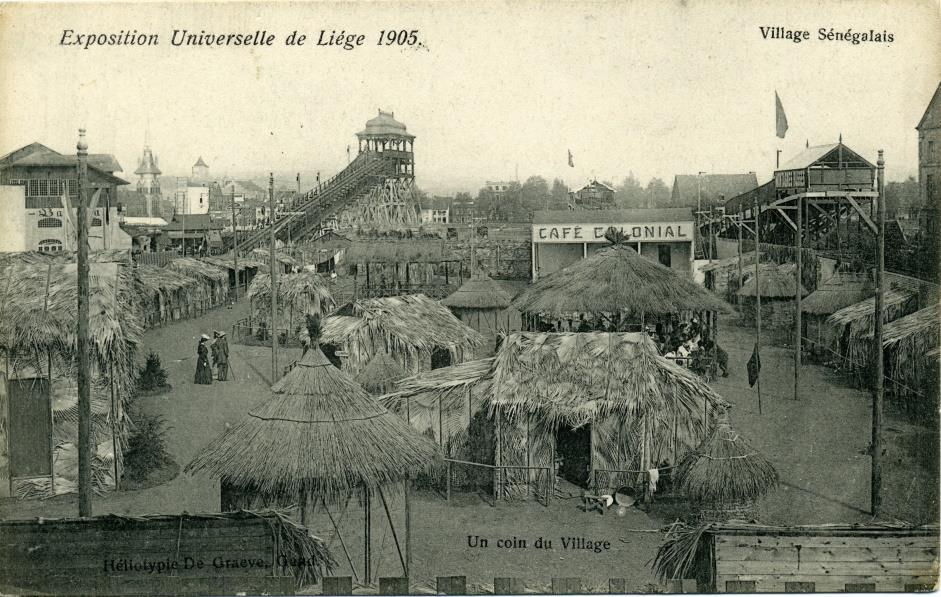
Senegalees dorp
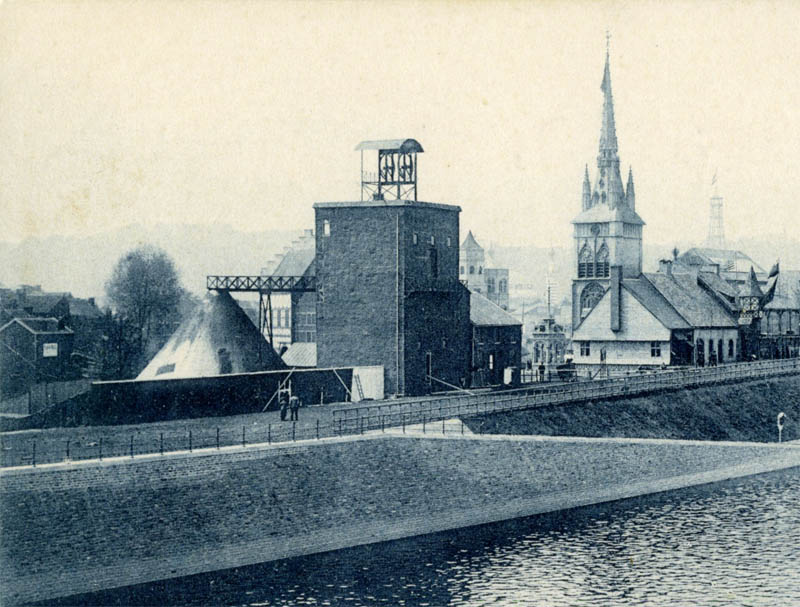
Vieux Liège met nagebouwde kolenmijn en kathedraaltoren

## Restanten
De wereldtentoonstelling was voor de gemeente Luik aanleiding om enkele grootscheepse infrastructurele werken uit voeren. Zo werden de kades langs de Maas verbeterd, enkele boulevards aangelegd, vier bruggen gebouwd (de Pont de Fragnée, de Pont de Fétinne, de Pont des Vennes en de Passerelle Mativa) en werd het station Luik-Sint-Lambertus (voorheen: Liège-Palais; in 1979 vervangen) vernieuwd. Verder werd tussen de twee eerstgenoemde bruggen een pompeus monument voor de Luikse ingenieur Zénobe Gramme opgericht.
Het Paleis voor Schone Kunsten van Luik is eveneens een overblijfsel van de wereldtentoonstelling dat aan de stad werd geschonken. Van 1980 tot 2013 was er het Museum voor moderne en hedendaagse kunst gevestigd. Het paleis herbergt sinds 2016 het museum La Boverie.

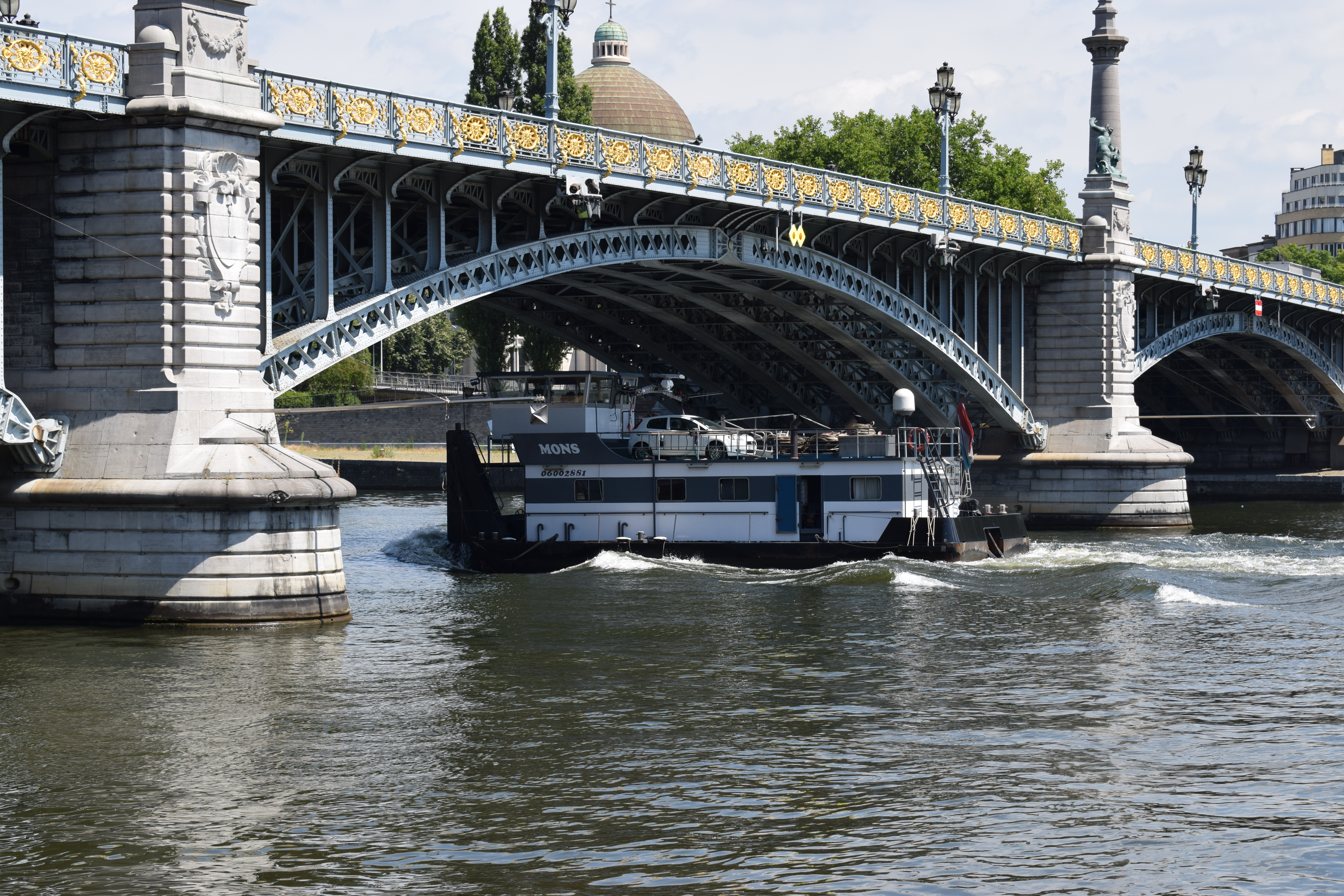
Pont de Fragnée
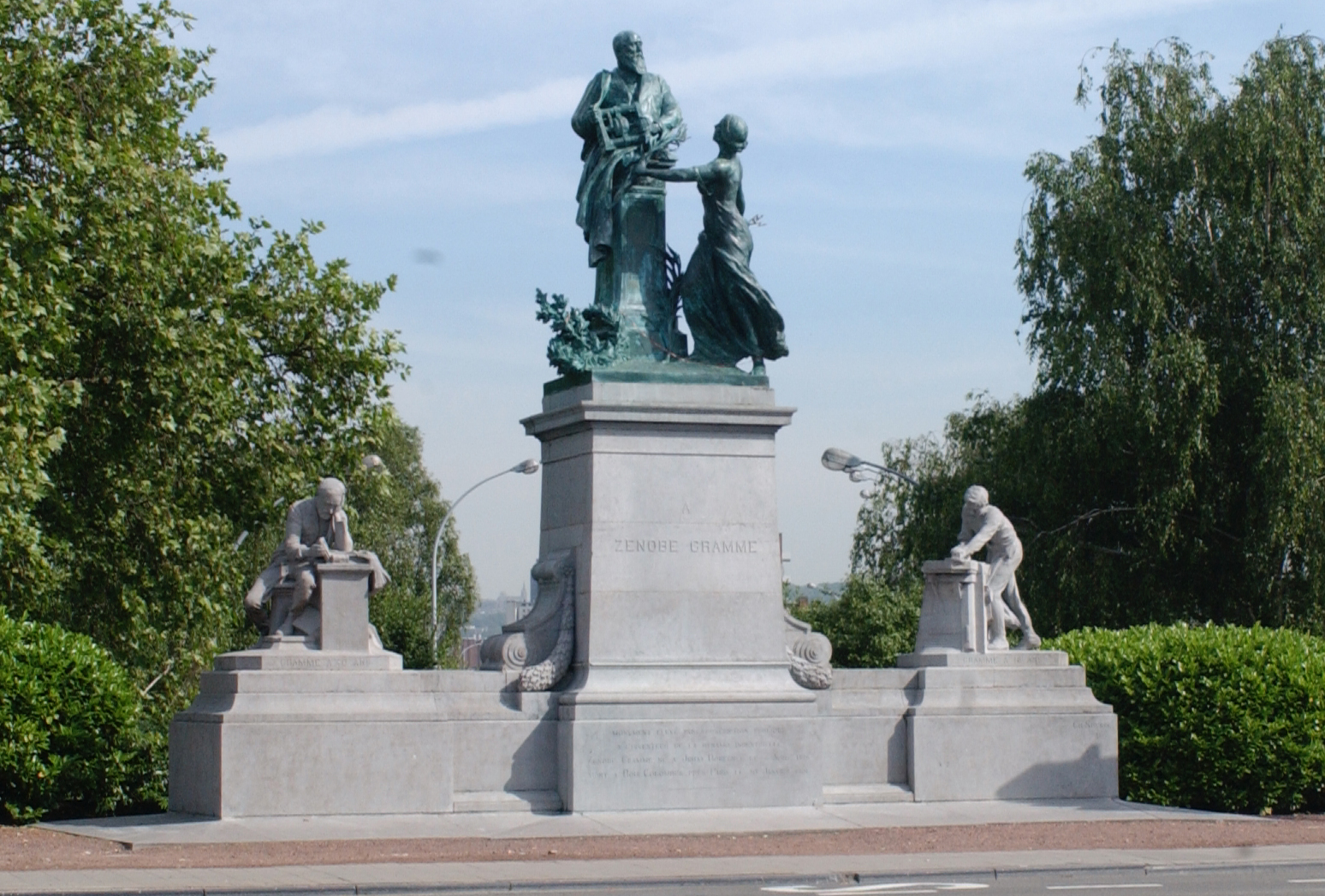
Monument voor Zénobe Gramme
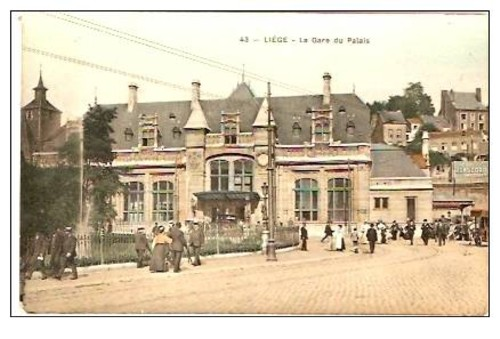
Station Liège-Palais, 1915-1979
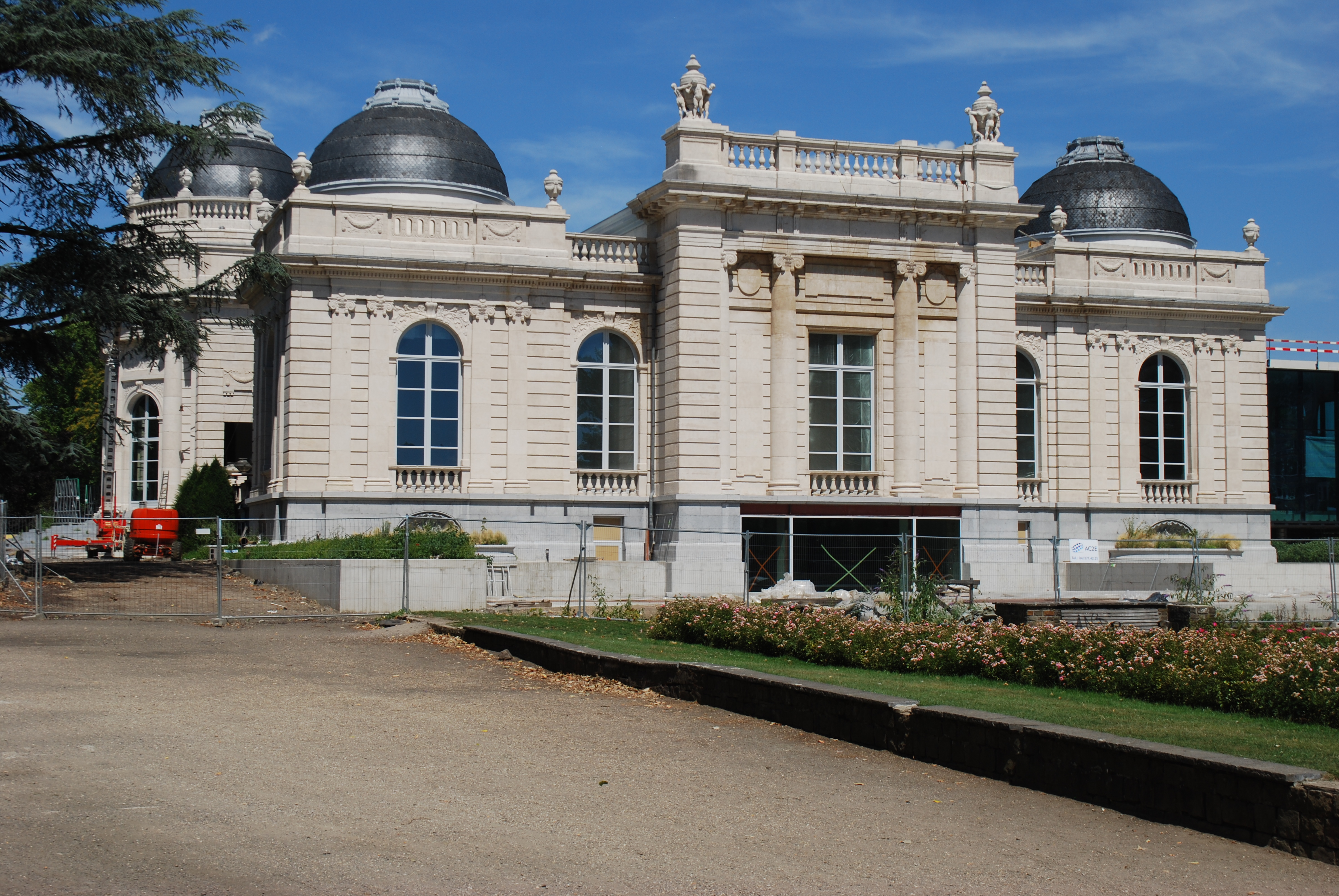
Palais des Beaux-Arts